# مترسک (فیلم ۱۹۸۲)
مترسک (انگلیسی: The Scarecrow) فیلمی در ژانر جنایی و ترسناک است که در سال ۱۹۸۲ منتشر شد. از بازیگران آن می‌توان به جان کارادین و دن رایس اشاره کرد.